# Der Komet (Raumschiff Enterprise – Das nächste Jahrhundert)
Der Komet (Originaltitel: Masks) ist die 17. Folge der siebenten Staffel der US-amerikanischen Science-Fiction-Fernsehserie Raumschiff Enterprise – Das nächste Jahrhundert. Sie wurde in den Vereinigten Staaten über Syndication vermarktet und erstmals am 21. Februar 1994 auf verschiedenen Fernsehsendern ausgestrahlt. In Deutschland war sie zum ersten Mal am 14. Juli 1994 in einer synchronisierten Fassung auf Sat.1 zu sehen.

## Handlung
Im Jahr 2370 bei Sternzeit 47615.2 stößt die Enterprise auf einen aus der Bahn geratenen Kometen. Der zweite Offizier, der Android Data, kann als seinen Herkunftsort das D’Arsay-System bestimmen, das er vor über 87 Millionen Jahren verlassen haben muss. Captain Picard ordnet einen ausführlichen Scan an. Als Data damit beginnt, wird die Brücke der Enterprise plötzlich für einen kurzen Moment erleuchtet. Data vermutet ein Sensorenecho.
Kurz darauf bemerkt Schiffsberaterin Deanna Troi eine merkwürdige Steinskulptur in ihrem Quartier. Als sie im Anschluss einen Töpferkurs besucht, fällt ihr auf, dass Data eine Tonmaske formt, die mit einem Symbol verziert ist, das auch auf ihrer Skulptur zu sehen ist. Auf einmal weist sie der Junge Eric Burton darauf hin, dass der Schiffscomputer verrückt spielt und merkwürdige Zeichen anzeigt. Im Maschinenraum sehen sich Data, der erste Offizier Will Riker und Chefingenieur Geordi La Forge die Sache genauer an. La Forge findet heraus, dass die Zeichen über die Sensoren und Replikatoren in den Computer gelangt sind. Data betrachtet die Zeichen auf dem Bildschirm intensiv und glaubt, ihre Bedeutung zu erkennen. Er benennt einige von ihnen und ein besonders hervorgehobenes Sonnensymbol identifiziert er schließlich als den Tod.
Um den Kometen besser erforschen zu können, werden seine äußeren Schichten mit einem Phaserstrahl verdampft. Dabei stellt sich heraus, dass er kein natürlicher Himmelskörper ist, sondern sein Inneres aus einer riesigen künstlichen Struktur besteht. Data vermutet, dass es sich um ein Informationsarchiv handelt, das die Sensoren der Enterprise genutzt hat, um irgendetwas zu übermitteln. Data glaubt, dass auch er selbst beeinflusst wird, und will eine vollständige Diagnose seiner Systeme durchführen. Picard studiert inzwischen die Artefakte, die jetzt auf der Enterprise auftauchen, und macht eine interessante Entdeckung: Sie weisen alle an prominenter Stelle ein Sonnensymbol auf, aber kleiner und versteckter ist immer auch ein hornförmiges Symbol zu sehen. Als La Forge die Diagnose an Data durchführt, wirkt dieser zunehmend besorgter und fürchtet, den Verstand zu verlieren. Plötzlich bemerkt La Forge, dass sich Datas Schaltkreise völlig verändert haben und auf seiner Stirn erscheint auf einmal ein Sonnensymbol. Eine fremde Person spricht nun mit spottendem Tonfall aus Data und verkündet: „Masaka erwacht jetzt“.
Die Person stellt sich als Ihat vor, gibt Picard auf seine Fragen aber nur kryptische Antworten. Er sagt, er käme aus Masakas Stadt und warnt Picard, diesen Ort schnellstens zu verlassen, bevor Masaka ihn findet. Als Troi den Maschinenraum betritt, glaubt Ihat, in ihr Masaka zu erkennen. Er fällt vor ihr auf die Knie und eine neue Persönlichkeit erwacht in Data, die Troi ihre Unterwürfigkeit verkündet. La Forge findet heraus, dass mindestens 14 Persönlichkeiten von Data Besitz ergriffen haben, und es werden ständig mehr. Er wird in sein Quartier gesperrt, wo Picard ihn weiter nach Masaka befragt. Von Ihat erfährt er, sie sei eine Königin, die die meiste Zeit schläft, und es sei besser, sie nicht zu wecken. Wenn sie aber einmal erwacht ist, kann nur Korgano sie wieder in den Schlaf schicken. Mehr kann ihm Ihat zunächst nicht verraten, denn an seiner Stelle übernimmt ein verängstigtes Kind die Kontrolle über Data. Zugleich richtet das Archiv einen Traktorstrahl auf die Enterprise, woraufhin ab jetzt ganze Räume des Schiffs in Artefakte und Vegetation umgewandelt werden.
Um die Enterprise zu retten, sieht Picard keine andere Möglichkeit, als das Archiv zu zerstören. Da die Phaser nicht mehr funktionieren, will Sicherheitschef Worf einen Photonentorpedo manuell abschießen, doch auch der ist nutzlos, da sein Inneres von dem Archiv in Schlangen verwandelt wird. La Forge gelingt es dafür, über den Traktorstrahl Zugriff zum Archiv zu erhalten. Picard glaubt weiterhin, dass Masaka der Schlüssel ist, um die Veränderungen rückgängig zu machen. Er spricht erneut mit Data, der jetzt von einem alten Mann kontrolliert wird, der sich an einem Feuer wärmt. Er gibt sich als Masakas Vater zu erkennen und Picard will von ihm wissen, wo er Masaka treffen kann. Nach einer kurzen Unterbrechung durch Ihat zeigt der alte Mann Picard schließlich ein Zeichen, mit dem er in Masakas Tempel gelangt.
Picard lässt einen Gang der Enterprise großflächig räumen und versammelt sich dort mit La Forge, Troi und Worf. Über ein Computerterminal übermittelt La Forge das Symbol an das Archiv und der Gang wird daraufhin in Masakas Tempel transformiert. Auch hier finden sie neben dem Sonnensymbol das hornförmige Symbol vor. Hier ist es jedoch viel größer als auf den Artefakten und viel enger mit dem Sonnensymbol verbunden. In seinem Quartier erhebt sich Data vom Feuer. Das Symbol auf seiner Stirn ist verschwunden. Stattdessen setzt er seine Tonmaske auf. Er überwältigt die Wachen vor seiner Tür und begibt sich in den Tempel. Picard und die anderen haben inzwischen herausgefunden, dass das hornförmige Symbol wohl eine Mondsichel ist. Offenbar repräsentiert Korgano den Mond, der mit der Sonne Masaka den Platz tauscht und sie so zum Schlafen bringt. Plötzlich erbebt der Tempel und Data tritt ein. Er gibt sich als Masaka zu erkennen und fordert die anderen zum Gehen auf.
Als La Forge das Symbol von Korgano an das Archiv übermittelt, erscheint eine weitere, silberne Maske. Picard setzt sie auf und begibt sich wieder in den Tempel. Masaka erkennt in ihm jetzt Korgano. Er überzeugt Masaka davon, dass sie den Himmel nicht für immer allein erleuchten kann, sondern dass sie ihn braucht, um sich mit ihr abzuwechseln. Masaka begibt sich daraufhin wieder zur Ruhe. Die Enterprise wird in ihren ursprünglichen Zustand zurückverwandelt und auch Data wird wieder freigegeben. Alle Artefakte verschwinden, lediglich Masakas Maske bleibt zurück, da diese von Data angefertigt wurde.

## Verbindungen zu anderen Star-Trek-Produktionen
In der animierten Serie Star Trek: Lower Decks gibt es in zwei Folgen Verweise auf die D’Arsay: In Folge 2.02 (Kayshon, seine Augen offen) von 2021 ist Masakas Maske in einer Sammlung zu sehen. In Folge 3.04 (Raum für Entfaltung) von 2022 wird die USS Cerritos ebenfalls Opfer einer Transformation durch ein D’Arsay-Archiv und es stellt sich heraus, dass solche Vorfälle inzwischen öfter geschehen. Zudem erhält die Zivilisation, die die Archive erbaut hat, in dieser Folge den Namen D’Arsay, nach dem Herkunftsort ihrer Kometen.

## Produktion

### Drehbuch
Joe Menosky wurde zu dieser Folge von der verlorenen Bibliothek von Alexandria inspiriert. Naren Shankar nahm einige Überarbeitungen am Drehbuch vor, erhielt dafür aber keine Nennung in den Credits der Folge.

### Darsteller
Rickey D’Shon Collins hat hier seinen zweiten von drei Auftritten als Eric Burton in Raumschiff Enterprise – Das nächste Jahrhundert. Neben den Hauptdarstellern war D’Shon Collins der einzige Schauspieler, der in dieser Folge eine Sprechrolle übernahm. 

### Kulissen
Die Kulisse von Masakas Tempel wurde in Folge 2.19 (Der Blutschwur) von Star Trek: Deep Space Nine als Hauptquartier des Albinos wiederverwendet.

### Effekte
Der Effekt des Kometen wurde in Folge 2.18 (Todessehnsucht) von Star Trek: Raumschiff Voyager wiederverwendet.

## Rezeption
Mit 6,1 von 10 möglichen Punkten (Stand 2019) liegt Der Komet in der Internet Movie Database bei den am schlechtesten bewerteten Folgen der Serie auf Platz 10.
Keith DeCandido bewertete Der Komet 2013 auf tor.com als eine leicht unterdurchschnittliche Folge von Raumschiff Enterprise – Das nächste Jahrhundert. Er fand die grundlegende Idee großartig, aber die Umsetzung schwach. So fand er es etwa sehr unglaubwürdig, dass das Archiv massive Transformationen auf der Enterprise verursachen kann, ohne dass es dabei zu größeren Schäden oder Verlusten unter der Mannschaft kommt. Negativ fiel ihm auch auf, dass in dieser Folge neben den Hauptfiguren kaum weitere Besatzungsmitglieder zu sehen sind. Brent Spiners Darstellung der vier Persönlichkeiten, die von Data Besitz ergriffen haben, fand DeCandido schlecht gespielt und er fühlte sich eher an Karikaturen als an echte Charaktere erinnert.